# Anopheles claviger
Anopheles claviger ist eine Art der Malariamücken (Anopheles), zu der heute auch Anopheles villosus, grisescens, turkestani, amaurus, habibi, missiroli und pollutus als Synonyme gestellt werden.
Sie kommt in Europa bis Südskandinavien, Nordafrika und großen Teilen Asiens vor. Anopheles claviger ist in ganz Deutschland verbreitet und erreicht im Schwarzwald selbst Höhenlagen über 1000 Meter. 
Die Art ist hauptsächlich in Wäldern und Sümpfen anzutreffen und vor allem in der Abenddämmerung aktiv. 
Für die Eiablage bevorzugt Anopheles claviger in Deutschland kaltes, tiefes Wasser mit einem schattenspendenden Randbewuchs. In wärmeren Ländern werden die Larven auch in Brunnen und Zisternen gefunden. Anopheles claviger überwintert als Larve, die Mücken der neuen Generation erscheinen bereits im April. Normalerweise entwickeln sich zwei Generationen pro Jahr. 
In Mittel- und Nordeuropa spielte diese Art keine Rolle als Malariavektor, während sie in südlichen Ländern ein wichtiger Überträger war.